# دریای پنج
رود پَنج (به تاجیکی: Панҷ) رودی است در آسیای مرکزی که در مرز میان تاجیکستان و افغانستان روان است و ریزشگاه آن رود آمودریا است. سرچشمهٔ رود پنج رودهای پامیر و آب واخان هستند که یکی از دریاچهٔ زارکول در استان بدخشان و دیگری از کوهسار واخان در سرزمین افغانستان آب می‌گیرند. از سراسر رود پنج، مرز افغانستان و تاجیکستان می‌گذرد که دو کشور اصلی آبگیر آن هستند.
درازای این رود ۹۲۱ کیلومتر، پهنای حوضهٔ آبخیز آن ۱۱۴ هزار کیلومتر مربع، میانگین آبده آن ۱٬۰۰۰ متر مکعب بر ثانیه است. آب این رود برای آبیاری مصرف می‌شود. از درهٔ رود پنج، بزرگراه دوشنبه به خاروغ و کولاب به قلعهٔ خمب می‌گذرند.

## ریشه‌شناسی نام
کهن‌ترین نام تاریخی رود پنج خروآب بوده‌است که جغرافیانگاران دوران اسلامی آن را خرناب و جریاب نوشته‌اند و سرچشمهٔ آمودریا دانسته و سرچشمهٔ آن را وخاب خوانده‌اند که از وخان آید. چنانچه مؤلف گمنام «حدود العالم» در فصل «سخن اندر رودها» می‌گوید: «و دیگر رودی است او را خرناب خوانند، از مغرب کوه قَسَک برود و میان بدخشان و پارغر اندر جیحون افتد و این خرناب از جیحون مِهتَر است و لکن همه به جیحون بازخوانند از بهر آن که جیحون از رهی دورتر رود».
واژه‌های خرناب و جریاب تحریفی هستند از واژهٔ خَروآب که آن را به گونهٔ خرباب نیز نوشته‌اند. واژهٔ «خَرو» در گویش‌های دروازی و بدخشانی زبان فارسی تاجیکی وام‌واژه‌ای است از زبان‌ فارسی و معنی آن «چشمه، چشمه‌سار و رود کوهی» است. این واژه و گونه‌های دیگر آن «شَرو»، «شارو»، «شار»، هم‌اکنون نیز در جاینام‌های «موجی‌خَرو»، «سَبزی‌خَرو»، «اوش‌خَرو»، «خَروُندا»، «هیداشار»، «ویس‌خَرو»، «ویش‌خَرو»، «پشی‌خَرو»، «ویش‌خَروَک»، «پاش‌خَرو»، «راخَرو»، «تِیخَرو»، «راشارو»، «هیداشَرو»، «ساخ‌چَرو»، «میذن‌شار»، «پَشار»، «تیشار»، «دیشار»، «ابخَرو» و «شِتخَرو» در تاجیکستان زنده است.
این رود همان پنج رود معروف می باشد.